# 皮爾茲 (明尼蘇達州)
皮爾茲（英語：Pierz）是一個位於美國明尼蘇達州莫里森縣的城市。

## 人口
根據2020年美國人口普查的數據，皮爾茲的面積為3.57平方千米，皆為陸地。當地共有人口1418人，而人口密度為每平方千米397人。